# Muriel Leroy
Pour les articles homonymes, voir Leroy.
Muriel Leroy (née le 7 juillet 1968 à Ermont) est une athlète française, spécialiste du sprint et du saut en longueur. 

## Biographie
Elle remporte quatre titres de championne de France : un en plein air au saut en longueur en 1991, et trois en salle (sur 200 m en 1992 et au saut en longueur en 1988 et 1989).
En 1987, elle atteint la finale du relais 4 × 100 m des championnats du monde de Rome, se classant huitième et dernière de la course. Elle participe aux Jeux olympiques de 1988 à Séoul et se classe septième du relais 4 × 100 m en compagnie de Françoise Leroux, Laurence Bily et Patricia Girard.

### Palmarès
- Championnats de France d'athlétisme :
  - vainqueur du saut en longueur en 1991
- Championnats de France d'athlétisme en salle :
  - vainqueur du 200 m en 1992
  - vainqueur du saut en longueur en 1988 et 1989

### Records
| Épreuve          | Performance | Lieu | Date |
| ---------------- | ----------- | ---- | ---- |
| 100 m            | 11 s 46     |      | 1988 |
| 200 m            | 23 s 19     |      | 1988 |
| Saut en longueur | 6,47 m      |      | 1994 |